# Hara (Nagano)
Hara (原村 Hara-mura?) es una villa en la prefectura de Nagano, Japón, localizada en la parte central de la isla de Honshū, en la región de Chūbu. El 1 de marzo de 2021 tenía una población estimada de 7739 habitantes y una densidad de población de 179 personas por km².

## Geografía
Hara se encuentra en el este de la prefectura de Nagano. La villa está ubicada en una zona montañosa e incluye el monte Yatsugatake en parte dentro de sus fronteras.

## Historia
El área de Hara actual era parte de la antigua provincia de Shinano. La villa actual de Hara se estableció el 1 de abril de 1889.

## Demografía
Según los datos del censo japonés, la población de Hara es aproximadamente la misma que hace 60 años.
| Gráfica de evolución demográfica de Hara entre 1940 y 2015 |
|                                                            |
| Oficina de Estadísticas de Japón                           |